# Felix Silla

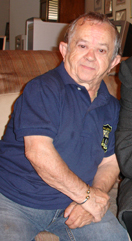
Felix Silla (2006)

Felix Silla (* 11. Januar 1937 in Roccacasale, Italien; † 16. April 2021 in Las Vegas, Nevada) war ein italienischer Schauspieler.

## Leben
Zunächst arbeitete Felix Silla im Zirkus und kam 1955 bei einem Gastspiel in die USA. Seine Karriere in Hollywood begann er als Stuntman, später übernahm er dank seiner Körpergröße von 1,19 Meter Rollen wie die eines Ewok in Die Rückkehr der Jedi-Ritter, Twiki in der Serie Buck Rogers oder auch Lucifer in Kampfstern Galactica. In der TV-Serie The Addams Family spielte er den Cousin Itt, dessen sehr lange Haare das Gesicht vollständig verdecken. Sein Schaffen für Film und Fernsehen umfasst mehr als 40 Produktionen.
Wegen seiner Größe war es Silla auch möglich, Kinder bei Stunts zu doubeln.
1965 heiratete er, mit seiner Frau Susan hatte er zwei Kinder.
Felix Silla starb am 16. April 2021 im Alter von 84 Jahren in Las Vegas, Nevada.

## Filmografie (Auswahl)
- 1963: Bonanza (Fernsehserie, Folge 5x12)
- 1965–1966: Die Addams Family (The Addams Family, Fernsehserie, 17 Folgen)
- 1966: The Girl from U.N.C.L.E. (Fernsehserie, Folge 1x12)
- 1967: She Freak
- 1967, 1971: Verliebt in eine Hexe (Bewitched, Fernsehserie, Folgen 4x08, 7x19)
- 1967: Point Blank
- 1968: Planet der Affen (Planet of the Apes)
- 1969: Ein Frosch in Manhattan (The April Frools)
- 1969–1970: H.R. Pufnstuf (Fernsehserie, 17 Folgen)
- 1970: Pufnstuf
- 1971: Lidsville (Fernsehserie, 17 Folgen)
- 1973: Little Cigars
- 1973: Sssssnake Kobra
- 1975: The Black Bird
- 1976: Mastermind
- 1977: Black Samurai
- 1977: Halloween with the New Addams Family
- 1977: Des Teufels Saat (Demon Seed)
- 1978: Der Manitou (The Manitou)
- 1978: Der Herr der Ringe (The Lord of the Rings, Zeichentrickfilm)
- 1978–1979: Kampfstern Galactica (Battlestar Galactica, Fernsehserie, 10 Folgen)
- 1979: Buck Rogers
- 1979–1981: Buck Rogers (Buck Rogers in the 25th Century, Fernsehserie, 30 Folgen)
- 1979: Die Brut (The Brood)
- 1981: Geheimauftrag Hollywood (Under the Rainbow)
- 1983: Die Rückkehr der Jedi-Ritter (Star Wars: Episode VI – Return of the Jedi)
- 1984: Das total verrückte Ferien-Camp (Meatballs Part II)
- 1984: Herrscher der Hölle (Ragewar)
- 1985: Ein Duke kommt selten allein (The Dukes of Hazzard, Fernsehserie, Folge 7x15)
- 1986: House – Das Horrorhaus (House)
- 1987: Mel Brooks’ Spaceballs (Spaceballs)
- 1990: Eine schrecklich nette Familie (Married … with Children, Fernsehserie, Folge 5x07)
- 1992: Batmans Rückkehr (Batman Returns)
- 1996: Galgameth – Das Ungeheuer des Prinzen (Galgameth)

## Einzelnachweis
1. ↑  Felix Silla, Cousin Itt on 'The Addams Family,' Dies at 84

| Personendaten    | Personendaten              |
| ---------------- | -------------------------- |
| NAME             | Silla, Felix               |
| KURZBESCHREIBUNG | italienischer Schauspieler |
| GEBURTSDATUM     | 11. Januar 1937            |
| GEBURTSORT       | Roccacasale, Italien       |
| STERBEDATUM      | 16. April 2021             |
| STERBEORT        | Las Vegas, Nevada          |